# مانویلووتسه
مانویلووتسه (به صربی: Manojlovce) یک منطقهٔ مسکونی در صربستان است که در لسکواس واقع شده‌است. مانویلووتسه ۴٫۳۰ کیلومتر مربع مساحت و ۷۷۵ نفر جمعیت دارد و ۲۵۸ متر بالاتر از سطح دریا واقع شده‌است.